# N702iD
FOMA N702iD（フォーマ・エヌ なな まる に アイ ディー）は、NECが開発した、NTTドコモの第三世代携帯電話 (FOMA) 端末製品である。

## 概要
N702iDは、携帯電話キャリアのNTTドコモと、端末メーカーのNEC、そしてデザイナーの佐藤可士和とのコラボレーションによって誕生した製品。
機能的にはFOMA N701iのそれを踏襲したものである。
佐藤可士和はN702iDを全体的に鋭利な直線で構成。カラーバリエーションはRED（レッド）・WHITE（ホワイト）・SILVER（シルバー）・BLACK（ブラック）の四種類。これらのうち前者二種類は表面につややかな光沢処理が、後者二種類は細かなざらつきのあるマット処理が施されている。
メインディスプレイには2.3インチ モバイルシャインビュー液晶 (QVGA+) を採用。レシーバ横にテレビ電話用の11万画素CMOS カメラを装備する。背面には横に長いサブディスプレイを搭載。イルミネーション・ウインドウと名付けられたそれは有機ELを採用し緑色の文字が浮かび上がる。iチャネルに対応し、横に流れるメッセージは電光掲示板を思わせる。
サブディスプレイ横にはQRコードなどLEDライトを装備。このライトは着信時など色鮮やかに明滅するイルミネーション機能も兼ねる。ディスプレイ上端には赤外線通信ポートを備える。
しかし一方、レスポンス面で改善の余地が残されている。NEC独自のポインティングデバイス、ニューロポインターの搭載は見送られた。
佐藤可士和はボディのデザインだけでなく、充電スタンド（クレードル）やパンフレットのデザインも手がけている。また、N702iDのボタンや画面などで用いられている独特なフォント、SAMURAI702もまた、彼の手によるものである。

## 歴史
- 2005年11月30日: 電気通信端末機器審査協会 (JATE) による審査を通過（認定番号: A05-0492001）。
- 2005年12月5日: 技術基準適合証明 (TELEC) の審査を通過（証明記号: 001XYAA1189）。
- 2006年1月17日: F702iD・N702iD・SH702iD・D702i・P702i の開発が発表。
- 2006年2月24日: N702iD 発売開始。